# Rutuli
Rutulii (în latina clasică: Rŭtŭli, -ōrum, masculin plural) erau un popor din Italia preromană, așezați pe coastele Latiumului, la sud de Roma, a căror capitală era Ardea (Arděa, -ae). 

## Etimologie
Numele rutulilor trebuie pus în raport cu cuvântul latin rutilus, „care are părul roșu-aprins”, „roșu-aprins”„de un galben-auriu”, „roșcat” (se spune îndeosebi despre părul roșcat).

## Rutulii în istoria romană

### În epopeea Eneida
Potrivit legendei expuse de Virgiliu în Eneida, rutulii s-au luptat cu Latinus, cu Aeneas și cu etruscii, sub comanda regelui lor Turnus, fiul lui Daunus, deja rege al rutulilor, căruia i s-a alăturat Mezentius, tiran etrusc renegat de către supușii săi.